# Södermanlands runinskrifter 285
Södermanlands runinskrifter 285 är en runsten vid Botkyrka kyrka. Vid kyrkan återfinns även runstenarna Sö 283, Sö 284 och Sö 286 (det så kallade Botkyrkamonumentet). Runstenen Sö 282 fanns tidigare vid kyrkan, men är nu förkommen.

## Stenen
Stenen är av gråsten, 1,37 meter hög och 0,7 meter bred. Runhöjden är 6–8 centimeter. På höger sida saknas en bit av stenen, med en del av runslingan. När stenen först påträffades är okänt. Erik Brate skriver år 1900 att stenen låg "på kyrkogården vid kyrkans östra ända med inskriftsidan uppåt; jag lät resa honom på foten mot kyrkväggen". Stenen står än i dag lutad mot muren i det sydöstra hörnet.

## Inskrift
Inskriften lyder i translitterering:
× uikautrr * auk * --fun- * risþu * sten * i... ... ... ...ni * sina * 
Normaliserat till runsvenska:
Vigautr ok ... ræistu stæin æ[ftiR] ... ... [sy]ni sina.
Översatt till nusvenska:
"Vigöt och ... reste stenen efter ... sina söner."
Mansnamnet Vigautr är sällsynt på Sveriges runstenar, men förekommer även på Sö 25 i Långbro i Trosa kommun, på Ög 197 vid Sörby kyrka i Mjölby kommun och på Sm 111 i Fageräng i Vetlanda kommun.